# Hermann Baumann (lottatore)
Hermann Baumann (23 gennaio 1921 – ...) è stato un lottatore svizzero, specializzato nella lotta libera.

## Palmarès

### Olimpiadi
- Bronzo a Londra 1948 nei pesi leggeri.